# Cristian Chivu
Cristian Eugene Chivu (ur. 26 października 1980 w Reșița) – rumuński piłkarz, wielokrotny reprezentant kraju i kapitan w latach 2002–2011, grający na pozycji lewego lub środkowego obrońcy a z konieczności również defensywnego pomocnika. W wieku 33 lat Chivu postanowił zakończyć karierę piłkarską. Jego ostatnim klubem był włoski Inter Mediolan, który jedenaście lat później zatrudnił go jako trenera.

## Kariera klubowa
Piłkarską karierę rozpoczął m.in. dlatego, że rodzice posyłali go do szkoły sportowej. Zwłaszcza ojciec bardzo pragnął by został futbolistą. Chivu karierą piłkarską rozpoczynał w miejscowym klubie FCM Reșița, w którym trenerem był jego rodzic. Niedługo potem jednak jego ojciec zmarł. Debiutował w Divizii A 30 lipca 1997 w meczu z Universitateą Krajowa. W 1998 r. przeszedł do Universitatei Krajowa, choć początkowo był bliski transferu do Steauy Bukareszt. Reprezentował jej barwy w 32 spotkaniach ligowych w których strzelił 3 bramki.

### Ajax
Dobra dyspozycja Cristiana w tym zespole spowodowała zainteresowanie klubów z Zachodniej Europy, z których najskuteczniejszy był AFC Ajax. Rumuni uznali ten transfer za transfer roku. 30 września zadebiutował w barwach Amsterdamczyków w starciu z Bańską Bystrzycą w ramach Pucharu UEFA. Przez pierwsze pół roku miał problemy z aklimatyzacją, jednak wkrótce w Amsterdamie zaczął cieszyć się reputacją dobrego bocznego obrońcy i utalentowanego wykonawcy rzutów wolnych. 7 maja 2000 r. zdobył swego pierwszego gola dla Ajaxu w meczu z MVV Maastricht. Jego silna pozycja w zespole została potwierdzona obdarzeniem go przez Ronalda Koemana funkcją kapitana zespołu w wieku zaledwie 21 lat. W Ajaxie rozegrał 107 meczów ligowych, strzelił 13 goli i zdobył w 2002 Puchar Holandii oraz Mistrzostwo Holandii.

### AS Roma
We wrześniu 2003 roku Chivu przeniósł się do AS Roma, która zapłaciła za niego 18 mln euro. Debiut w nowych barwach odbył się 14 września w meczu z Brescią w którym zdobył także swą pierwszą bramkę dla Giallorossich. Osiągnięcie to powtórzył w kolejnym meczu ligowym z Juventusem rozegranym 21 września. W meczu z Udinese Calcio (22 stycznia 2006) zaliczył asystę i zdobył bramkę. Z Rzymianami wygrał Puchar Włoch w 2007 r. Po tym sukcesie pozyskaniem Chivu zainteresowane były Real Madryt i FC Barcelona, zwłaszcza że sam domagał się od klubu zgody na odejście, ponieważ nie mógł dojść z klubem do porozumienia w kwestii nowej umowy. Ostatecznie walkę o Rumuna wygrali Nerazzurri, którzy poświęcili na niego 16 mln euro oraz połowę karty Marca Andreollego i podpisali z nim pięcioletni kontrakt. Pieniądze te zostały spłacone w ratach - 6 mln Euro przed rozpoczęciem sezonu 2007/08, 5 mln przed rozpoczęciem kolejnego sezonu i ostatnie 5 mln przed starem rozgrywek 2009/10. Został zaplanowany także sparing pomiędzy obydwoma zespołami, z którego dochód przypadł całkowicie ekipie Giallorossich. Chivu odrzucił ofertę Realu, który proponował mu i Romie lepsze warunki, gdyż chciał pozostać w Italii. Rozstrzygająca okazała się wola piłkarza, który zdecydował się zrezygnować z miliona euro rocznie, by Nerazzurri mogli zwiększyć swą propozycję. Etap gry Cristiana dla Rzymian zakończył się 85 spotkaniami i 6 trafieniami.

### Inter Mediolan
Pierwszy oficjalny mecz rozegrał 19 sierpnia 2007 r. z Romą w Superpucharze Włoch. W barwach Interu Mediolan zdobył trzy tytuły mistrza Włoch (2007/2008, 2008/2009 i 2009/2010). Z Interem wygrał także w 2010 r. Ligę Mistrzów i Klubowe Mistrzostwa Świata. W sezonie 2009/10 został przeniesiony na bok obrony. 6 stycznia 2010 r. podczas ligowego meczu z Chievo Werona zderzył się głowami z Sergio Pellissierem. Odniesione obrażenia spowodowały, że Rumun musiał poddać się dwugodzinnej operacji czaszki. Do gry powrócił dopiero 24 marca będąc zmuszonym od tej pory występować w specjalnym kasku na głowie. Miesiąc później w meczu z Atalantą strzelił pięknego gola dla Interu uderzając piłkę z ponad 30 m. Był to równocześnie pierwsze jego trafienie dla Nerazzurrich. W zwycięskim meczu finałowym Ligi Mistrzów wystąpił w wyjściowej jedenastce. Drugiego gola dla Mediolańczyków zdobył w sezonie 2010/11 w spotkaniu z Ceseną dzięki któremu udało się Nerazzurrim wygrać 3:2. W lutym 2011 r. uderzył pięścią w twarz Marco Rossiego w meczu z Bari, za co został zdyskwalifikowany. 22 stycznia 2012 r. rozegrał setne spotkanie dla La Beneamata w meczu z S.S. Lazio. Podpisany 30 czerwca 2012 r. kontrakt z Interem wiąże go do 30 czerwca 2015 r. i przewiduje, że Chivu będzie otrzymywać z tytułu wynagrodzenia 2,1 mln euro rocznie. 18 grudnia 2012 r. w spotkaniu Pucharu Włoch z Hellasem Werona pełnił funkcję kapitana. 27 stycznia 2013 r. zdobył bramkę w starciu z Torino FC. Rozegrane 5 maja 2013 spotkanie z Napoli było jego 200 meczem w Serie A.
1 stycznia 2014 roku postanowił zakończyć karierę klubową. Powodem była przedłużająca się kontuzja nogi.

## Kariera reprezentacyjna
W reprezentacji zadebiutował 18 sierpnia 1999 roku w meczu z Cyprem, gdy w 78 min zmienił Ștefana Nanu. Pełnił funkcję kapitana zespołu narodowego w 50 spotkaniach. Podczas Euro 2000 w Belgii i Holandii w meczu z reprezentacją Anglii strzelił zwycięską bramkę na 3-2 przyczyniając się do wyeliminowania tej drużyny z turnieju. Dzięki temu zwycięstwu reprezentacja Rumunii awansowała do dalszej fazy rozgrywek. W 2008 r. wystąpił ze swą reprezentacją na Euro 2008 w Austrii i Szwajcarii. 21 maja 2011 roku zrezygnował z gry w reprezentacji. Ostatnim jego występem w narodowych barwach był mecz z Włochami rozegrany 17 listopada 2011 r. Numer 5 z jakim występował w rumuńskiej reprezentacji został zastrzeżony.

## Życie prywatne
Chivu mówi biegle po angielsku, włosku, hiszpańsku, niderlandzku oraz w swym ojczystym rumuńskim. Ze związku małżeńskiego zawartego w lipcu 2008 r. z prezenterką telewizyjną i modelką - Adeliną Elisei doczekał się córek: ur. 12 lutego 2009 r. Natalii i 4 listopada 2010 r. Anastasii. Od kilku lat organizuje w Rumunii piłkarskie szkółki.

## Styl gry
Jak na lewonożnego obrońcę dysponował niezłym dryblingiem, umiejętnością przewidywania i podawania. Potrafi dobrze wykonywać rzuty wolne i karne.

## Sukcesy
Indywidualne
- Najlepszy piłkarz Rumunii (4): 2000, 2002, 2009, 2010
- Najlepszy piłkarz Eredivisie: 2002
- Nagroda Marco Van Bastena: 2000
- Drużyna Roku UEFA: 2002

Klubowe
- Mistrzostwo Holandii: 2002
- Puchar Holandii: 2002
- Superpuchar Holandii: 2002
- Puchar Włoch (3): 2007, 2010, 2011
- Mistrzostwo Włoch (3): 2008, 2009, 2010
- Superpuchar Włoch: 2008, 2010
- Liga Mistrzów UEFA: 2010
- Klubowe Mistrzostwo Świata: 2010

Trener
- Campionato Nazionale Primavera: 2022

## Statystyki

### Klubowe
| Klub                  | Sezon             | Kraj              | Rozgrywki         | Mecze | Bramki | Asysty |
| --------------------- | ----------------- | ----------------- | ----------------- | ----- | ------ | ------ |
| FCM Reșița            | 1997/1998         | Rumunia           | Liga I            | 23    | 2      |        |
| Universitatea Krajowa | 1998/1999         | Rumunia           | Liga I            | 26    | 3      |        |
| Universitatea Krajowa | 1999/2000         | Rumunia           | Liga I            | 6     | 0      |        |
| Universitatea Krajowa | Razem             | Rumunia           | Liga I            | 32    | 3      |        |
| AFC Ajax              | 1999/2000         | Holandia          | Eredivisie        | 23    | 1      | 2      |
| AFC Ajax              | 2000/2001         | Holandia          | Eredivisie        | 26    | 5      | 0      |
| AFC Ajax              | 2001/2002         | Holandia          | Eredivisie        | 32    | 1      | 3      |
| AFC Ajax              | 2002/2003         | Holandia          | Eredivisie        | 26    | 6      | 1      |
| AFC Ajax              | Razem             | Holandia          | Eredivisie        | 107   | 13     | 6      |
| AS Roma               | 2003/2004         | Włochy            | Serie A           | 22    | 2      | 0      |
| AS Roma               | 2004/2005         | Włochy            | Serie A           | 10    | 2      | 0      |
| AS Roma               | 2005/2006         | Włochy            | Serie A           | 27    | 2      | 3      |
| AS Roma               | 2006/2007         | Włochy            | Serie A           | 26    | 0      | 1      |
| AS Roma               | Razem             | Włochy            | Serie A           | 32    | 3      | 4      |
| Inter Mediolan        | 2007/2008         | Włochy            | Serie A           | 26    | 0      | 3      |
| Inter Mediolan        | 2008/2009         | Włochy            | Serie A           | 21    | 0      | 0      |
| Inter Mediolan        | 2009/2010         | Włochy            | Serie A           | 20    | 1      | 1      |
| Inter Mediolan        | 2010/2011         | Włochy            | Serie A           | 24    | 1      | 0      |
| Inter Mediolan        | 2011/2012         | Włochy            | Serie A           | 14    | 0      | 0      |
| Inter Mediolan        | 2012/2013         | Włochy            | Serie A           | 10    | 1      | 1      |
| Inter Mediolan        | 2013/2014         | Włochy            | Serie A           | 0     | 0      | 0      |
| Inter Mediolan        | Razem             | Włochy            | Serie A           | 115   | 3      | 5      |
|                       | Łącznie w Lidze I | Łącznie w Lidze I | Łącznie w Lidze I | 55    | 5      | -      |
|                       | Łącznie w Serie A | Łącznie w Serie A | Łącznie w Serie A | 200   | 9      | 9      |
| Ogółem                | Ogółem            | Ogółem            | Ogółem            | 362   | 27     | 15     |

### Reprezentacyjne

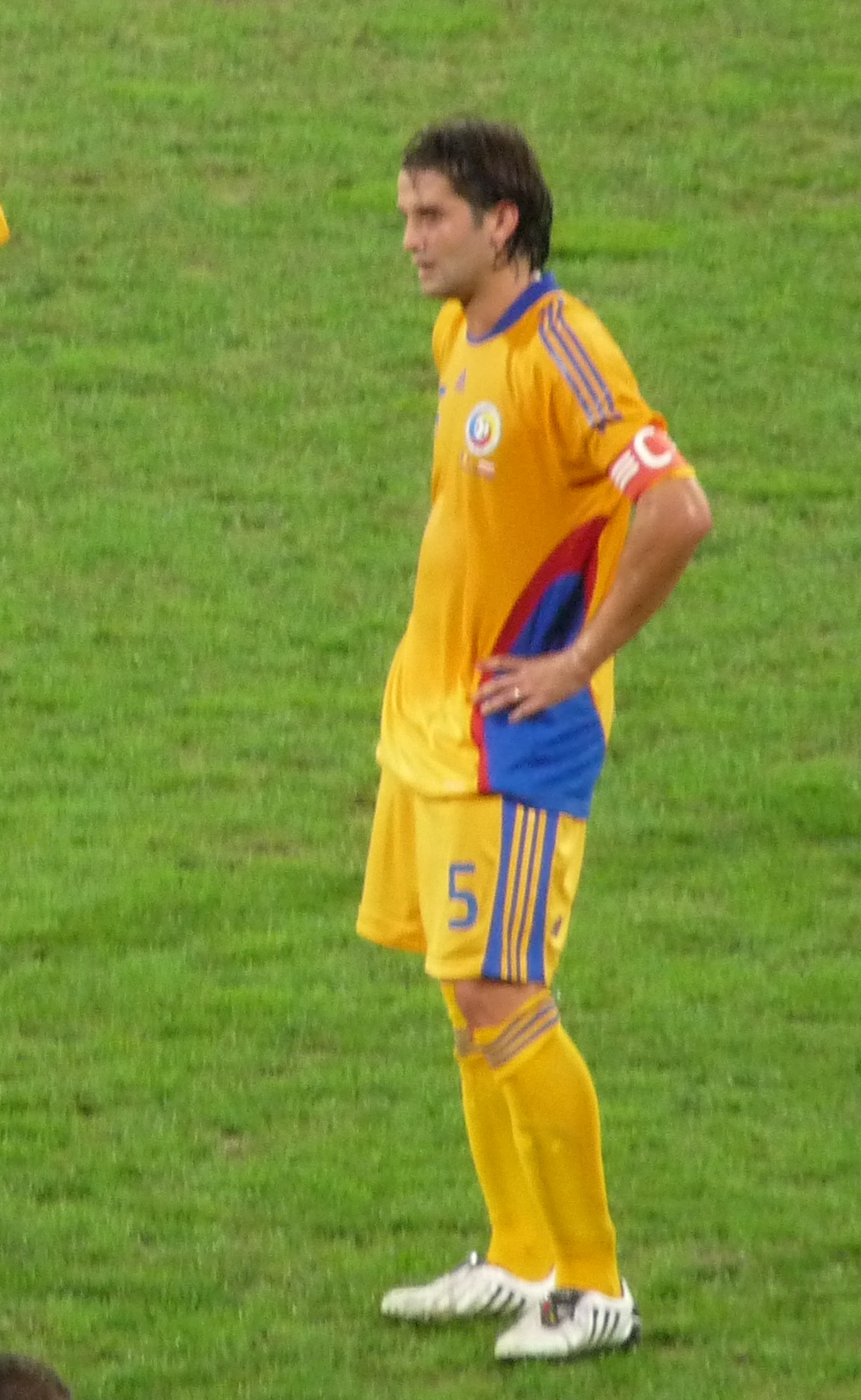
Chivu w meczu z Austrią

| 1.      | 18 lipca 1999        | Stadion Tsirion, Limassol, Cypr                               | Cypr                 | 2–2 | 0 | mecz towarzyski         |
| 2.      | 26 kwietnia 2000     | Stadion Farul, Konstanca, Rumunia                             | Cypr                 | 2–0 | 0 | mecz towarzyski         |
| 3.      | 27 maja 2000         | Amsterdam ArenA, Amsterdam, Holandia                          | Holandia             | 1–2 | 0 | mecz towarzyski         |
| 4.      | 31 maja 2000         | Bukareszt, Rumunia                                            | Grecja               | 2–1 | 0 | mecz towarzyski         |
| 5.      | 12 czerwca 2000      | Stade Maurice Dufrasne, Liège, Belgia                         | Niemcy               | 1–1 | 0 | Euro 2000               |
| 6.      | 17 czerwca 2000      | GelreDome, Arnhem, Belgia                                     | Portugalia           | 0–1 | 0 | Euro 2000               |
| 7.      | 20 czerwca 2000      | Stade du Pays de Charleroi, Charleroi, Belgia                 | Anglia               | 3–2 | 1 | Euro 2000               |
| 8.      | 24 czerwca 2000      | Stadion Króla Baudouina I, Bruksela, Belgia                   | Włochy               | 0–2 | 0 | Euro 2000               |
| 2000–01 |                      |                                                               |                      |     |   |                         |
| 9.      | 16 sierpnia 2000     | Bukareszt, Rumunia                                            | Polska               | 1–1 | 0 | mecz towarzyski         |
| 10.     | 3 września 2000      | Stadion Ghencea, Bukareszt, Rumunia                           | Litwa                | 1–0 | 0 | eliminacje do MŚ 2002   |
| 11.     | 6 września 2000      | San Siro, Mediolan, Włochy                                    | Włochy               | 0–3 | 0 | eliminacje do MŚ 2002   |
| 12.     | 28 lutego 2001       | Stadion GSP, Nikozja, Cypr                                    | Litwa                | 3–0 | 0 | mecz towarzyski         |
| 13.     | 28 marca 2001        | Stadion im. Borisa Paiczadze, Tbilisi, Gruzja                 | Gruzja               | 2–0 | 0 | eliminacje do MŚ 2002   |
| 14.     | 2 czerwca 2001       | Stadionul Național, Bukareszt, Rumunia                        | Węgry                | 2–0 | 0 | eliminacje do MŚ 2002   |
| 15.     | 6 czerwca 2001       | Stadion im. S. Dariusa i S. Girėnasa, Kowno, Litwa            | Litwa                | 2–1 | 0 | eliminacje do MŚ 2002   |
| 2001–02 |                      |                                                               |                      |     |   |                         |
| 16.     | 15 sierpnia 2001     | Stadion Stožice, Lublana, Słowenia                            | Słowenia             | 2–2 | 0 | mecz towarzyski         |
| 17.     | 5 września 2001      | Stadion im. Ferenca Puskása, Budapeszt, Węgry                 | Węgry                | 2–0 | 0 | eliminacje do MŚ 2002   |
| 18.     | 10 listopada 2001    | Stadion Stožice Lublana, Słowenia                             | Słowenia             | 1–2 | 0 | baraże do MŚ 2002       |
| 19.     | 14 listopada 2001    | Stadionul Național, Bukareszt, Rumunia                        | Słowenia             | 1–1 | 0 | baraże do MŚ 2002       |
| 20.     | 13 lutego 2002       | Parc des Princes, Paryż, Francja                              | Francja              | 1–2 | 0 | mecz towarzyski         |
| 21.     | 27 marca 2002        | Stadion Farul, Konstanca, Rumunia                             | Ukraina              | 4–1 | 0 | mecz towarzyski         |
| 2002–03 |                      |                                                               |                      |     |   |                         |
| 22.     | 21 sierpnia 2002     | Stadion Farul, Konstanca, Rumunia                             | Grecja               | 0–1 | 0 | mecz towarzyski         |
| 23.     | 7 września 2002      | Stadion Koševo, Sarajewo, Bośnia i Hercegowina                | Bośnia i Hercegowina | 3–0 | 1 | eliminacje do EURO 2004 |
| 24.     | 12 października 2002 | Stadionul Național, Bukareszt, Rumunia                        | Norwegia             | 0–1 | 0 | eliminacje do EURO 2004 |
| 25.     | 20 listopada 2002    | Stadion Dan Păltinișanu, Timișoara, Rumunia                   | Chorwacja            | 0–1 | 0 | mecz towarzyski         |
| 26.     | 12 lutego 2003       | Stadion Neo GSZ, Larnaka, Cypr                                | Słowacja             | 2–1 | 0 | mecz towarzyski         |
| 27.     | 29 marca 2003        | Stadionul Național, Bukareszt, Rumunia                        | Dania                | 2–5 | 0 | eliminacje do EURO 2004 |
| 28.     | 30 kwietnia 2003     | Stadion im. S. Dariusa i S. Girėnasa, Kowno, Litwa            | Litwa                | 1–0 | 0 | mecz towarzyski         |
| 29.     | 7 czerwca 2003       | Stadion im. Iona Oblemenki, Krajowa, Rumunia                  | Bośnia i Hercegowina | 2–0 | 0 | eliminacje do EURO 2004 |
| 30.     | 11 czerwca 2003      | Ullevaal Stadion, Oslo, Norwegia                              | Norwegia             | 1–1 | 0 | eliminacje do EURO 2004 |
| 2003–04 |                      |                                                               |                      |     |   |                         |
| 31.     | 20 sierpnia 2003     | Donbas Arena, Donieck, Ukraina                                | Ukraina              | 2–0 | 0 | mecz towarzyski         |
| 32.     | 6 września 2003      | Stadion Astra, Ploeszti, Rumunia                              | Luksemburg           | 4–0 | 0 | eliminacje do EURO 2004 |
| 33.     | 10 września 2003     | Parken, Kopenhaga, Dania                                      | Dania                | 2–2 | 0 | eliminacje do EURO 2004 |
| 34.     | 11 października 2003 | Bukareszt, Rumunia                                            | Japonia              | 1–1 | 0 | eliminacje do EURO 2004 |
| 35.     | 31 marca 2004        | Hampden Park, Glasgow, Szkocja                                | Szkocja              | 2–1 | 1 | mecz towarzyski         |
| 36.     | 28 kwietnia 2004     | Stadion Dinamo, Bukareszt, Rumunia                            | Niemcy               | 5–1 | 0 | mecz towarzyski         |
| 2004–05 |                      |                                                               |                      |     |   |                         |
| 37.     | 26 marca 2005        | Stadion Giulești-Valentin Stănescu, Bukareszt, Rumunia        | Holandia             | 0–2 | 0 | eliminacje do MŚ 2006   |
| 38.     | 30 marca 2005        | Arena Narodowa im. Filipa II Macedońskiego, Skopje, Macedonia | Macedonia Północna   | 2–1 | 0 | eliminacje do MŚ 2006   |
| 39.     | 4 czerwca 2005       | De Kuip, Rotterdam, Holandia                                  | Holandia             | 0–2 | 0 | eliminacje do MŚ 2006   |
| 40.     | 8 czerwca 2005       | Stadion Farul, Konstanca, Rumunia                             | Armenia              | 3–0 | 0 | eliminacje do MŚ 2006   |
| 2005–06 |                      |                                                               |                      |     |   |                         |
| 41.     | 17 sierpnia 2005     | Stadion Farul, Konstanca, Rumunia                             | Andora               | 2–0 | 0 | eliminacje do MŚ 2006   |
| 42.     | 3 września 2005      | Stadion Farul, Konstanca, Rumunia                             | Czechy               | 2–0 | 0 | eliminacje do MŚ 2006   |
| 43.     | 1 marca 2006         | Stadion Neo GSZ, Larnaka, Cypr                                | Słowenia             | 2–0 | 0 | mecz towarzyski         |
| 2006–07 |                      |                                                               |                      |     |   |                         |
| 44.     | 16 sierpnia 2006     | Stadion Farul, Konstanca, Rumunia                             | Cypr                 | 2–0 | 0 | mecz towarzyski         |
| 45.     | 2 września 2006      | Stadion Farul, Konstanca, Rumunia                             | Bułgaria             | 2–2 | 0 | eliminacje do EURO 2008 |
| 46.     | 6 września 2006      | Stadion im. Qemala Stafy, Tirana, Albania                     | Albania              | 2–0 | 0 | eliminacje do EURO 2008 |
| 47.     | 7 października 2006  | Stadion Ghencea, Bukareszt, Rumunia                           | Białoruś             | 3–1 | 0 | eliminacje do EURO 2008 |
| 48.     | 15 listopada 2006    | Ramón de Carranza, Kadyks, Hiszpania                          | Hiszpania            | 1–0 | 0 | mecz towarzyski         |
| 49.     | 2 czerwca 2007       | Arena Petrol, Celje, Słowenia                                 | Słowenia             | 2–1 | 0 | eliminacje do EURO 2008 |
| 50.     | 6 czerwca 2007       | Stadion im. Dana Păltinișanu, Timișoara, Rumunia              | Słowenia             | 2–0 | 0 | eliminacje do EURO 2008 |
| 2007–08 |                      |                                                               |                      |     |   |                         |
| 51.     | 22 sierpnia 2007     | Stadionul Național, Bukareszt, Rumunia                        | Turcja               | 2–0 | 0 | mecz towarzyski         |
| 52.     | 8 września 2007      | Stadion Dynama, Mińsk, Białoruś                               | Białoruś             | 3–1 | 0 | eliminacje do EURO 2008 |
| 53.     | 12 września 2007     | RheinEnergieStadion, Kolonia, Niemcy                          | Niemcy               | 1–3 | 0 | mecz towarzyski         |
| 54.     | 13 września 2007     | Stadion Farul, Konstanca, Rumunia                             | Holandia             | 1–0 | 0 | eliminacje do EURO 2008 |
| 55.     | 17 października 2007 | Stade Josy Barthel, Luksemburg, Luksemburg                    | Luksemburg           | 2–0 | 0 | eliminacje do EURO 2008 |
| 56.     | 17 listopada 2007    | Stadion Georgiego Asparuchowa, Sofia, Bułgaria                | Bułgaria             | 0–1 | 0 | eliminacje do EURO 2008 |
| 57.     | 6 lutego 2008        | Stadion Ramat Gan, Ramat Gan, Izrael                          | Izrael               | 0–1 | 0 | mecz towarzyski         |
| 58.     | 26 marca 2008        | Stadion Ghencea, Bukareszt, Rumunia                           | Rosja                | 3–0 | 0 | mecz towarzyski         |
| 59.     | 31 maja 2008         | Stadion Ghencea, Bukareszt, Rumunia                           | Czarnogóra           | 4–0 | 0 | mecz towarzyski         |
| 60.     | 9 czerwca 2008       | Letzigrund Stadion, Zurych, Szwajcaria                        | Francja              | 0–0 | 0 | Euro 2008               |
| 61.     | 13 czerwca 2008      | Letzigrund Stadion, Zurych, Szwajcaria                        | Włochy               | 1–1 | 0 | Euro 2008               |
| 62.     | 17 czerwca 2008      | Stade de Suisse Wankdorf, Berno, Szwajcaria                   | Holandia             | 0–2 | 0 | Euro 2008               |
| 2008–09 |                      |                                                               |                      |     |   |                         |
| 63.     | 11 listopada 2008    | Stadion Farul, Konstanca, Rumunia                             | Francja              | 2–2 | 0 | eliminacje do MŚ 2010   |
| 64.     | 6 czerwca 2009       | ARVI Futbolo Arena, Mariampol, Litwa                          | Litwa                | 1–0 | 0 | eliminacje do MŚ 2010   |
| 2009–10 |                      |                                                               |                      |     |   |                         |
| 65.     | 12 sierpnia 2009     | Stadion im. Ferenca Puskása, Budapeszt, Węgry                 | Węgry                | 1–0 | 0 | mecz towarzyski         |
| 66.     | 5 września 2009      | Parc des Princes, Paryż, Francja                              | Francja              | 1–1 | 0 | eliminacje do MŚ 2010   |
| 67.     | 9 września 2009      | Stadion Ghencea, Bukareszt, Rumunia                           | Austria              | 1–1 | 0 | eliminacje do MŚ 2010   |
| 68.     | 10 października 2009 | Stadion Crvena zvezda, Belgrad, Serbia                        | Serbia               | 0–5 | 0 | eliminacje do MŚ 2010   |
| 69.     | 14 listopada 2009    | Stadion Wojska Polskiego, Warszawa, Polska                    | Polska               | 1–0 | 0 | mecz towarzyski         |
| 70.     | 29 maja 2010         | Stadion Olimpijski, Kijów, Ukraina                            | Ukraina              | 3:2 | 0 | mecz towarzyski         |
| 71.     | 2 czerwca 2010       | Stadthalle, Villach, Austria                                  | Macedonia Północna   | 0:1 | 0 | mecz towarzyski         |
| 2010–11 |                      |                                                               |                      |     |   |                         |
| 72.     | 11 sierpnia 2010     | Stadthalle, Villach, Austria                                  | Turcja               | 0:2 | 0 | mecz towarzyski         |
| 73.     | 7 września 2010      | Stadion Dynama, Mińsk, Białoruś                               | Białoruś             | 0:0 | 0 | eliminacje do Euro 2012 |
| 74.     | 9 października 2010  | Stade de France, Saint-Denis, Francja                         | Francja              | 0:2 | 0 | eliminacje do Euro 2012 |
| 75.     | 17 listopada 2010    | Hypo-Arena, Klagenfurt am Wörthersee, Austria                 | Włochy               | 1:1 | 0 | mecz towarzyski         |

## Odznaczenia
- Medal Zasługi Sportowej III Klasy – 2008[20]